# Coahoma (Texas)
Coahoma es un pueblo ubicado en el condado de Howard en el estado estadounidense de Texas. En el Censo de 2010 tenía una población de 817 habitantes y una densidad poblacional de 260,48 personas por km².

## Geografía
Coahoma se encuentra ubicado en las coordenadas 32°17′45″N 101°18′32″O / 32.29583, -101.30889. Según la Oficina del Censo de los Estados Unidos, Coahoma tiene una superficie total de 3.14 km², de la cual 3.14 km² corresponden a tierra firme y (0%) 0 km² es agua.

## Demografía
Según el censo de 2010, había 817 personas residiendo en Coahoma. La densidad de población era de 260,48 hab./km². De los 817 habitantes, Coahoma estaba compuesto por el 88.13% blancos, el 0.49% eran afroamericanos, el 1.1% eran amerindios, el 0.12% eran asiáticos, el 0% eran isleños del Pacífico, el 9.55% eran de otras razas y el 0.61% pertenecían a dos o más razas. Del total de la población el 29.25% eran hispanos o latinos de cualquier raza.